# Поморське воєводство (1919—1939)
Поморське воєводство — адміністративно-територіальна одиниця Польської Республіки, утворена 1919 року внаслідок відновлення Польської держави.

## Історія
1919 року Польща створила адміністративну одиницю.